# Hugues de Montlaur (archevêque d'Aix)
Pour les articles homonymes, voir Montlaur et Hugues de Montlaur.
Hugues de Montlaur est un évêque d'Aix-en-Provence de la seconde moitié du XIIe siècle.

## Biographie

### Origines
Hugues de Montlaur est issu d'une famille noble de Montlaur. Toutefois son appartenance familiale, soit à la famille du Bas-Languedoc, originaire du diocèse de Maguelone, soit la famille originaire des marches du Velay et du Vivarais, ne fait pas toujours consensus.
Pour l'auteur du nobiliaire du Velay (1929), il relève de la seconde indiquant dans sa filiation qu'il est l'oncle de Pons Ier, baron de Montlaur et d'Aubenas, et de fait grand-oncle notamment de Pierre, évêque de Marseille et Jean (1214-1229), évêque de Maguelone (1232/34-1247).
Dans la notice consacrée à l'évêque de Fréjus, Pierre de Montlaur, sur le site Internet du Chapitre Fréjus-Toulon, les auteurs indique que ce Pierre est le fils de « Bernard II de Montlaur, croisé de la Première croisade, frère de Jean de Montlaur, évêque de Maguelone (1158-1190) et d'Hugues de Montlaur, prévôt de Pignans en 1160, devenu archevêque d'Aix (1165-1174) ».
Joseph Hyacinthe Albanés (1884) indique simplement qu'il est parent de Pierre II de Montlaur, évêque de Marseille.

### Épiscopat
Hugues de Montlaur est d'abord prévôt de la collégiale de Pignans, au diocèse de Fréjus, puis devient en 1153 archidiacre de la métropole d'Aix et est en 1160 appelé à remplacer Pierre de Géraud, sur le siège épiscopal de Riez avant d'être appelé à monter sur le siège archiépiscopal d'Aix,. Cependant, d'après Joseph-Hyacinthe Albanès, auteur de la Gallia christiana novissima, seul le premier titre semble vrai.
Il est mentionné comme prévôt de Pignans, dans un document du 11 juillet 1150. Il apparaît dans une décision arbitraire en 1156. L'auteur de cet acte est Pierre de Montlaur, évêque de Fréjus, très probablement son frère. L'année suivante, les deux frères sont également témoins dans un acte concernant l'abbaye Notre-Dame de Boscodon.
Hugues de Montlaur siège comme archevêque d'Aix en 1165.
Le dernier acte le concernant date de l'année 1174. Il s'agit d'une transaction entre l'évêque de Sisteron, Bermond d'Anduze, avec les templiers, au sujet de l'église de Notre-Dame d'Olon. Son successeur, Bertrand de Rougiers, issu des seigneurs de Roquevaire (Rouergue) n'est mentionné qu'à partir de l'année 1178.